# Mary Beth Hurt
Mary Beth Hurt, geboren als Mary Beth Supinger (Marshalltown, 26 september 1948) is een Amerikaans actrice. Zij werd in 1979 genomineerd voor de BAFTA Award voor beste nieuwkomer voor haar filmdebuut als Joey in Woody Allens Interiors. In 2007 werd ze genomineerd voor een Independent Spirit Award voor haar rol als Ruth, de vrouw van een seriemoordenaar in The Dead Girl.
Hurts acteercarrière bestaat voor het grootste gedeelte uit rollen in bioscoopfilms. Het aantal televisiefilms waarin ze speelde is op één hand te tellen en haar gastrollen in televisieseries bestaan uit één à twee afleveringen, zoals die in Kojak en Law & Order. Hurts optredens in bioscooptitels liep sinds haar debuut daarentegen op tot boven de dertig films.
Hurt trouwde in 1983 met regisseur-scenarioschrijver Paul Schrader, haar tweede echtgenoot. Samen met hem kreeg ze in 1984 haar dochter Molly Johanna en in 1988 haar zoon Samuel Forrest. Eerder was ze van 1971 tot en met 1982 getrouwd met acteur William Hurt.

## Filmografie
*Exclusief televisiefilms
| - Young Adult (2011) - Untraceable (2008) - The Walker (2007) - The Dead Girl (2006) - Lady in the Water (2006) - The Exorcism of Emily Rose (2005) - Dominion: Prequel to The Exorcist (2005) - Perception (2005) - Red Dragon (2002) - No Ordinary Baby (2001, televisiefilm) - The Family Man (2000) - Autumn in New York (2000) - The Island of the Skog (2000, stem) - Bringing Out the Dead (1999) - Leo the Late Bloomer (1999, stem) - A Weekend with Wendell (1998, stem) - Affliction (1997) - Boys Life 2 (1997) | - Alkali, Iowa (1996) - Noisy Nora (1994, stem) - Six Degrees of Separation (1993) - The Age of Innocence (1993) - Shimmer (1993) - My Boyfriend's Back (1993) - Light Sleeper (1992) - Defenseless (1991) - Slaves of New York (1989) - Parents (1989) - Compromising Positions (1985) - D.A.R.Y.L. (1985) - The World According to Garp (1982) - A Change of Seasons (1980) - Head Over Heels (1979) - Interiors (1978) |

- Bibliothèque nationale de France: cb140528729 (data)
- Catàleg d'autoritats de noms i títols de Catalunya: 981058518502406706
- Gemeinsame Normdatei: 122948521
- International Standard Name Identifier: 0000 0001 1491 5699
- Library of Congress Control Number: n82007900
- MusicBrainz: 81140b44-5e83-4832-b8bf-66d3a14089a8
- Nationale Bibliotheek van Tsjechië: xx0179552
- Nationale Bibliotheek van Israël: 987007440381805171
- Nationale Bibliotheek van Polen: a0000001634069
- Nederlandse Thesaurus van Auteursnamen: 073601748
- SNAC: w6f60nfm
- Système universitaire de documentation: 13795512X
- Virtual International Authority File: 49425925
- WorldCat: E39PBJgd8tWvRcPJtxbPfT9bh3